# Екаряуяха
Екаряуяха  (также Екаряу-Яха) — река в России, протекает по Таймырскому Долгано-Ненецкому району Красноярского края. Длина реки составляет 176 км. Площадь водосборного бассейна — 1560 км². 
Река вытекает из озера Енисейское в северной части Гыданского полуострова на высоте 27 м над уровнем моря. Преимущественно течёт на северо-восток. В нижнем течении берега обрывистые. Активно меандрирует. В долине реки множество некрупных озёр. Впадает с запада в Енисейский залив в 16 км к северо-западу от устья реки Поеловояха. Устье и русло реки почти повсеместно заболочены. Перед устьем ширина реки достигает 105 м, а глубина — 2 м. Скорость течения в низовьях — 0,2 м/с.
Основной приток — река Малая Екаряуяха длиной 52 км (правый).

## Данные водного реестра
По данным государственного водного реестра России относится к Енисейскому бассейновому округу, водохозяйственный участок — реки бассейна Енисейского залива без реки Енисей, речной подбассейн реки — Енисей ниже впадения Нижней Тунгуски. Речной бассейн реки — Енисей.
Код объекта в государственном водном реестре — 17010800512116100115580.